# Wiggo Komstedt
Paul Lennart Wiggo Komstedt, född 17 april 1937 i Rörum, Skåne, död 27 november 2010, var en svensk politiker (moderat). Han var riksdagsledamot 1971 till 1995 och landshövding i Kronobergs län mellan 1995 och 2002.